# Sangiaccato di Nasso
Il sangiaccato di Nasso o di Naxos (in turco ottomano: Sancak-i/Liva-i Nakşa Berre; in greco λιβᾶς/σαντζάκι Νάξου?) era una provincia ottomana di secondo livello (sangiaccato/sanjak o liva) che comprendeva le isole Cicladi centrali e meridionali.

## Storia
Nella lingua turca (Sancak-i/Liva-i Nakşa Berre) prende il nome dalle due isole più grandi: Naxos (Nakşa) e Paro (Berre). Il sangiaccato comprendeva il territorio dell'ex ducato di Nasso, stato tributario degli ottomani dal 1537, ma che fu formalmente incorporato nell'Impero solo dopo il 1579, quando morì l'ultimo duca, Giuseppe Nasi. Il sangiaccato faceva parte dell'Eyalet dell'Arcipelago almeno dal 1600, ma ciò non è più attestato dopo la fine del XVIII secolo. Oltre al sanjak-bey di Naxos, sono registrati nel 1629 altri due bey, a Milos e Santorini.
Il sangiaccato, il cui capoluogo era posto nella la stessa isola di Nasso, comprendeva anche le isole di Paro, Amorgo, Stampalia, Namfio, Santorini, Nio, Sikino, Policandro, Milo, Kimoli, Sifanto, Serfanto e molte altre isole minori.
Durante l'amministrazione ottomana rimase essenzialmente nelle mani dei veneziani. La preoccupazione della Porta veniva infatti soddisfatta dalle entrate delle tasse. Pochissimi furono i turchi che si stabilirono a Nasso e l'influenza turca sull'isola è scarsa. La sovranità ottomana durò fino al 1821 quando le isole, ribellandosi nella guerra d'indipendenza greca, passarono sotto il controllo greco.